# チューリップ
チューリップ（英語: tulip [ˈt(j)uːlɪp]）とは、ユリ科チューリップ属の植物。球根が出来、形態は有皮鱗茎。和名は鬱金香（うこんこう、うっこんこう）、中近東ではラーレ（トルコ語: lale、ペルシア語: لاله など）と呼ばれる。アナトリア、イランからパミール高原、ヒンドゥークシュ山脈、カザフスタンのステップ地帯やキルギスが原産。
本項では日本では一般に栽培されているTulipa gesneriana（植物学者コンラート・ゲスナーに因む）およびそれ以外の原種・園芸種（Tulipa 属全般）について触れる。

## 和名について
和名の鬱金香（ウッコンコウ）は、この花の香りがスパイスまたは食品を黄色く染めるのに使われるウコンのような、埃臭いことに由来する。チューリップの花の香りは概してあまり良くないが、最近は香りの良い品種も増えている。1970年頃までは、牧野植物図鑑に「ぼたんゆり」という和名が載っていた。

## 園芸
チューリップには後述のチューリップ相場に代表されるように多様な園芸品種が存在する。外観は、花弁の先端が丸いもの・尖ったもの・フリル状のものもある。咲き方は一重から八重で、一つの球根から複数の花がつくもの、すぼまった状態で開花するものや花弁が外側へ反り返り全開して開花するものなど。花色も青以外の赤・黄・オレンジ・白・緑・紫などの単色や複数の色のものなど、数百品種（一説には7千種とも）のチューリップが存在する。青バラと同様に多くの育種家によって青いチューリップの開発が進められているが、花弁全体が青い品種は発表されていない。チューリップの花を上から覗くと、花弁の根元に青い部分が存在する。その部分には青い色素が見られ、その青い部分を増やすことで青いチューリップを作る研究がされている。
大きな球根を採取する場合は開花から約2日後に花部を切断する。また、深く植えつけると分球が少なくなるがその分、肥大は良くなる（植えつけた年は変化がなく、その次の年に影響する）。繁殖は主に分球で、実生（タネ）からは開花までに5年以上かかる。
他のユリ科の植物と同様、両性花であり、雌雄異熟によって自家受粉を防いでいる。
実生は品種改良の際に行われる。人気のある花だけに花形・花色、草姿、葉の模様、ブルームの有無、香り、早晩性、耐暑性・耐湿性、多花性、繁殖力、切花では切花寿命や無花粉化、花茎の硬さなど改良されるべき性質が多く、特に日本の高温多湿に強い品種が望まれる。ただし、野生種をはじめ交配に使える素材も多いため、時間は掛かるが品種改良は比較的容易である。
開花前に裁縫に用いる針等を用いてチューリップの花の根元部分を貫通させ傷つけるとエチレンが発生し、開花期間を長引かせることができ、開花後に同様のことを行うと開花期間が短縮することがチューリップのみで確認されている。
チューリップの園芸品種群
主に栽培されているのはゲスネリアナ種 (T. gesneriana) である。これはヨーロッパに持ち込まれた改良種に名づけられた学名で、野生のゲスネリアナ種は無いとされている（元になった原種についてもよく分かっていない）
早生種
一重早咲き系 (Single Early)
デュク・ファン・トールなど、いくつかの系統がある。現在は統一された。丈は低い傾向がある。有名品種は杏色のアプリコットビューティー、ピンクのクリスマスドリームなど。
八重早咲き系 (Double Early)
八重でも早く咲くもの。花弁は晩生よりやや少なく、丈は低い。草姿は華奢。ムリロという白い品種から突然変異で生まれた品種が多く、こうしたムリロの子供は120種を超える。有名品種はピンク色のピーチブロッサム（ムリロの子供）、黄色のモンテカルロがある。
中生種
トライアンフ系 (Triumph)
最も品種数が多い品種群。以前はダーウィン系（ダーウィンハイブリッドとは別）、メンデル系やコッテージ系などに分かれていたが統一された。有名品種は紫のネグリタ、赤と黄色のキースネリス、白のホワイトドリーム、赤いプロミネンスなどがある。特殊な花色の品種も最近はオランダから多く輸入され、茶色っぽい色の「カイロ」、白に紫の絞りの「ズレル」、黒紫に黄覆輪の「ガボタ」などがある。
ダーウィン・ハイブリッド系 (Darwin Hybrids)
戦後に生まれたばかりの新しい品種群。ダーウィンとフォステリアナの雑種である。ダーウィンより大型でフォステリアナの耐ウイルス性を受け継ぐ。花色がやや乏しい。有名品種は桃色のピンクインプレッション、赤のアペルドーンとオックスフォードなど。アペルドーンとオックスフォードはオランダの町の名が付けられたライバル品種で、黄色の「ゴールデン○○（それぞれの品種名）」、オレンジと黄色の絞りの「ブラッシング○○」、オレンジに黄覆輪の「○○エリート」など、そっくりの変異種も生まれている。
晩生種
一重遅咲き系 (Single Late)
品種数は少ないが有名な品種が多い。ただ品種の寄せ集めとよく言われるように、この系統でも早生より早く咲く「イルデフランス」のようにさまざまな品種が存在する。有名品種は淡いピンクのピンクダイヤモンド、黒っぽい紫のクイーンオブナイトなどがある。
八重遅咲き系 (Double Late)
背が高く、茎が早生より強い。花弁は早生より多くなりやすい。有名品種はピンク色のアンジェリケ、白のマウントタコマなどがある。最近、花色が上下で紫と白の二段に分かれ、花弁の重ねの多い「アイスクリーム」という品種が注目を集めている。
ユリ咲き系 (Lily-flowered)
古代のチューリップはこの形が主流だったようだ。花弁の先が細く尖っているのが特徴である。多くはアクミナータと言う原種から出たもので、新旧で茎の強さが違う。有名品種は黄色のウエストポイント、オレンジのバレリーナ、白に赤の絞りのマリリンなどがある。
フリンジ咲き系 (Fringed Group)
花弁の縁がフリンジ状になっている品種。普通の系統の品種からもフリンジ化することもあり、赤花のクリスタルビューティーはアペルドーンのフリンジ化品種であるのがよい例。フリンジの強い赤花のバルバドスは蕾の時からサボテンのようだが、フリンジの弱いクリーム色のロイヤルスフィンクスは少し見ただけではフリンジかどうか判らないほど品種間でフリンジの強さが違う。有名品種はピンクのファンシーフリル、黄色のハミルトンなどがある。
ビリディフローラ系 (Viridiflora)
昔は一重遅咲に分類されていたが品種数が増え、独立した。この品種群は花弁中央に緑のラインが入るのが特徴。丈が低いアーティストを変異親とするグループと丈の高いスプリンググリーンの系統が多い。有名品種は白地に緑のスプリンググリーン、桃地に緑のグリーンランドがある。
パーロット系 (Parrot)
かなり古くからある品種群である。花弁のふちに荒い切れ込みが入る。一説では花の分化不良が原因という。古い品種は茎が弱いものが多いが、新しいものでは茎は丈夫である。普通の系統からパーロットに変異した物が99%。有名な品種は黄色に赤い絞りのフレーミングパーロット、白地に赤の絞りのエステララインベルト、紫のブルーパーロットなどがある。
レンブラント系 (Rembrandt)
ダーウィン系に羽状の斑が入ったもの。レンブラントを代表する画家たちが描いた、病気でまだら模様となったブロークンチューリップに因む。チューリップモザイクウイルスが斑入り模様の原因である品種は日本への輸入が禁止されているが、現在では品種改良の結果、健康でもレンブラント模様を持った品種が出来ている。似たものにビザール、バイブルーム（ビブロメン）、ローズといった品種群がかつて存在したが、現在はほとんど残っていない。
ブロークンチューリップ
ウイルス病に罹ったチューリップのことで、現在では品種として認められていない。チューリップ・バブルの原因になったチューリップである。白地に赤のラインが入るセンペル・アウグストゥスなどがあった。
その他 (Other Species)
現在ゲスネリアナ種以外の原種やそれらの改良種も日本では栽培されるようになっている。ゲスネリアナ種よりも小ぶりで、早咲きのものが多い。また、イスタンブールチューリップもこちらに含めておく。
早生種
カウフマニアナ系 (Kaufmaniana)
カウフマン氏の名に因む。
フォステリアナ系 (Fosteriana)
フォスター氏の名に因む。有名品種は白花のピューリッシマ、その子供で黄色と白のスイートハートがある。ウイルス病に強い。ダーウィンハイブリッド系の片親になる。
サクサティリス (saxatilis)
プラエスタンス (praestans)
一つの茎から複数の花をつける。
フミリス
プルケラ
中生種
グレイギー系 (Greigii)
グレイギー種の園芸品種群。グレイグ氏の名にちなむ。葉に紫の斑が入るものが多い。
リニフォリア (linifolia)
その他
アクミナータ
原種の一つだが野生種は見つかっていない。花弁が細長いのが特徴。この品種を花粉親にして交配することでユリ咲きの品種が得られることがある。
イスタンブールチューリップ
かつてイスタンブールなど、トルコで栽培されていたチューリップ。現在見られるチューリップよりも花弁が細長い。

### 原産地・生産地
原産地は中央アジアとされ、現在のカザフスタン、天山山脈近辺ジャンビル地域のベリッカラ渓谷と見られる。この地域では原種が自生している。原種は我々が見るものより丈が低いものが多く、花弁も多少外に開き気味である。ソグド人の骨壺にチューリップを挿した冠を被る若者が刻まれている。やがて、突厥がモンゴル高原から中央アジアへ勢力を広げ、隷属民になったソグド人から様々な文化を学んだ。この中に、チューリップを含めた花をめでる習慣があった。突厥崩壊後にその構成部族だったオグズの一派がセルジューク朝を築き、11世紀に東ローマ帝国からアナトリアを奪うと、中央アジア・イランからアナトリアへトルコ民族が続々と移住し始める。オスマン帝国の母体であるカユ部族も、チューリップを携えて移住した部族の一つであった。トルコ国内の宮殿（トプカプ宮殿等）やモスク（ブルーモスク等）に貼られたタイルに描かれている。生産地ではオランダが非常に有名で、球根の生産量は世界の９割をしめ（2位は日本である）、各国へ輸出され、球根の輸出量もトップである。トルコからオランダにチューリップが伝わったのは16世紀頃、干拓によって出来た適度に湿り気を保ちながら水はけのよい土壌や冬のために養分を貯めこみ春に成長する冬春の寒暖差が大きい気候が適した。日本のホームセンターや園芸品店で販売されている球根は、ほとんどがオランダからの輸入である。
日本では、富山県や新潟県で大規模な栽培が行われている。両県を合わせた球根生産での国内シェアは98%（富山県53%、新潟県45%）である。

## 象徴
チューリップは国家や地方公共団体等を象徴する国花や県花として制定されており、花の栽培や球根の生産は元より観光の主力として注力していることが多い。

### 国花
- イラン、アフガニスタン、オランダ、トルコ、ハンガリー
トルコを原産とするチューリップは、外貨獲得のために主力輸出品として活用しており、オランダでは代表的な風景の一部として、風車とともに紹介される。古くより経済に影響を与えた、重要な花の品種である。

## 来歴
古くはオスマン帝国でもてはやされ、オーストリアの駐トルコ大使オージェ・ギスラン・ド・ブスベックによって1560年代初めてヨーロッパに伝わる。この伝来のときに誤ってチュルバン（tülbend, ターバン）と伝わったために現在のチューリップという名が生まれた。その後、ブスベックの友人であるフランス人植物学者のカロルス・クルシウスが、オランダのライデン大学の教授に任じられ、公営植物園であるライデン植物園の設立に携わる。クルシウスはチューリップの品種改良を行い、オランダのチューリップ産業の礎を築いたが、これをきっかけにチューリップの球根が投機の対象となり、オランダでチューリップ・バブルが発生した。最盛期には、チューリップの球根1個の価格が、平均的な労働者の年収の10倍にまで高騰したが、1637年にバブルは崩壊した。
16世紀末にはイギリスでも栽培が始まり、カーネーションやオーリキュラ (Primula auricula) と共に早くから育種が進んだ。19世紀には多数の品種が生まれ、現在でもいくつかが栽培されている。

### 日本への伝来と栽培
日本には、江戸時代後期に伝来したが普及するに至らず、大正時代に入って、ようやく小合村（現：新潟市秋葉区）で本格的な球根栽培が始まった。このことから、新潟地域の栽培農家は新潟が「日本チューリップ発祥の地」と自負しており、道の駅花夢里にいつには記念碑が建てられている。1963年には新潟県の県花にも指定されている。しかし、新潟県は大正8年（1919年）なのに対し、富山県では大正7年（1918年）に東砺波郡庄下村（現：砺波市）の水野豊造により栽培されていたことから、少なくとも本格的な栽培は富山県が日本初となる（それ以前より栽培はされていたが、球根状態での保存が確立したのがこの時期である）。
その後、日本では、女子児童を中心に小学生の間でチューリップが人気の花となり、校庭の花壇に植えたり、鉢植えにされたりしたほか、弁当箱の絵柄や上履き入れの刺繍などにもチューリップが選ばれた。

## 日本のチューリップ

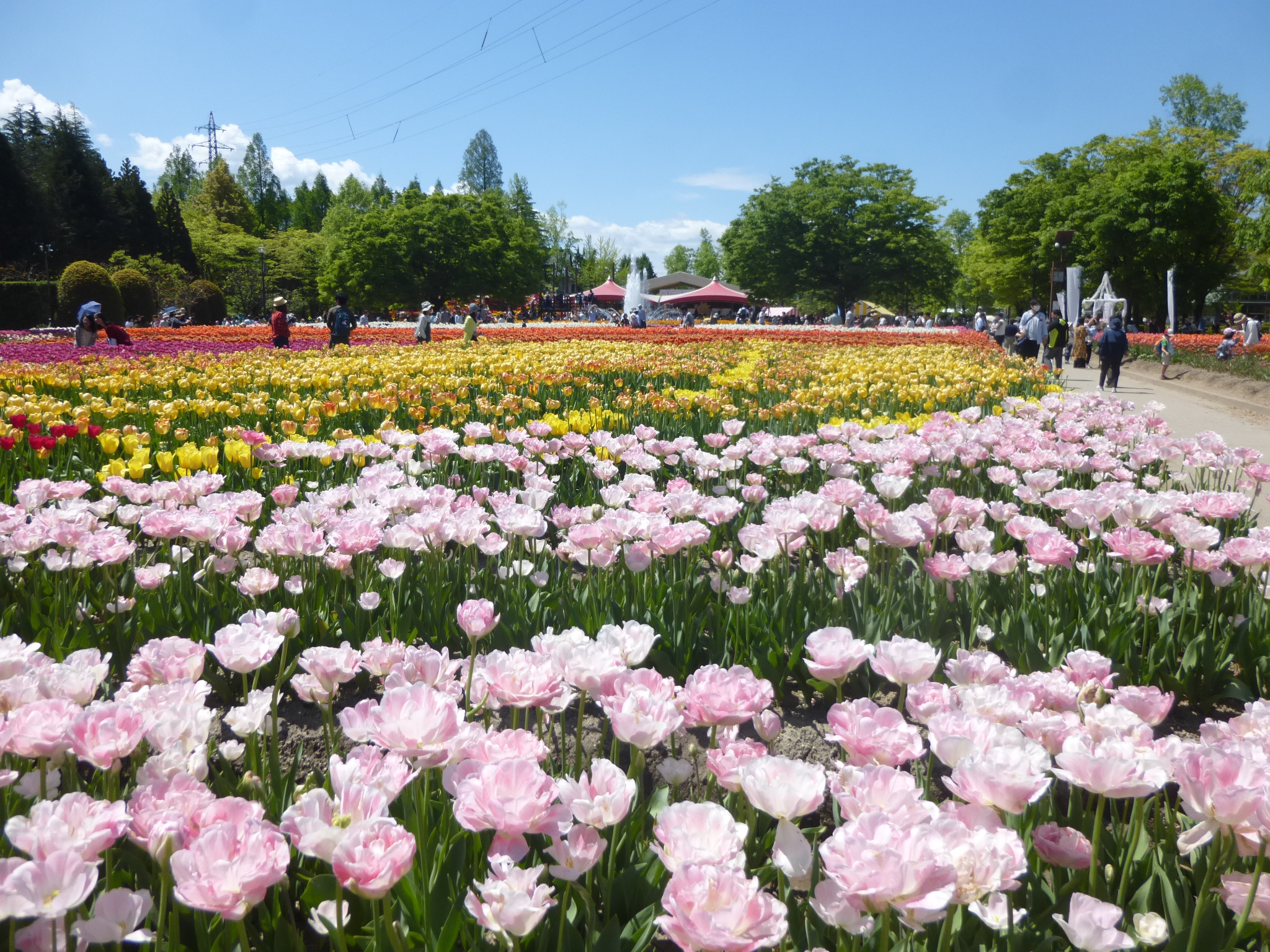
富山県砺波市・砺波チューリップ公園(2017年4月)

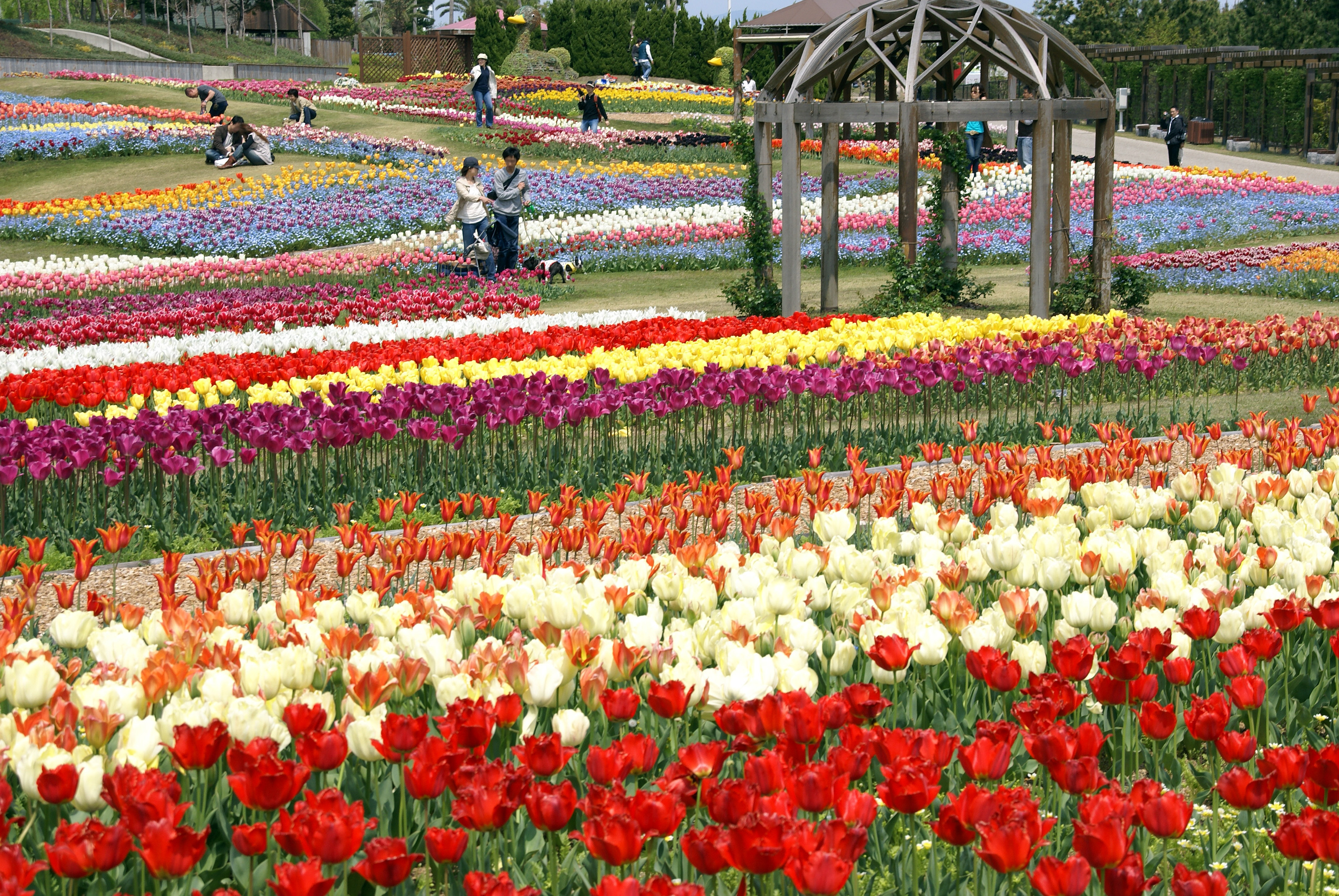
国営明石海峡公園（2007年4月）

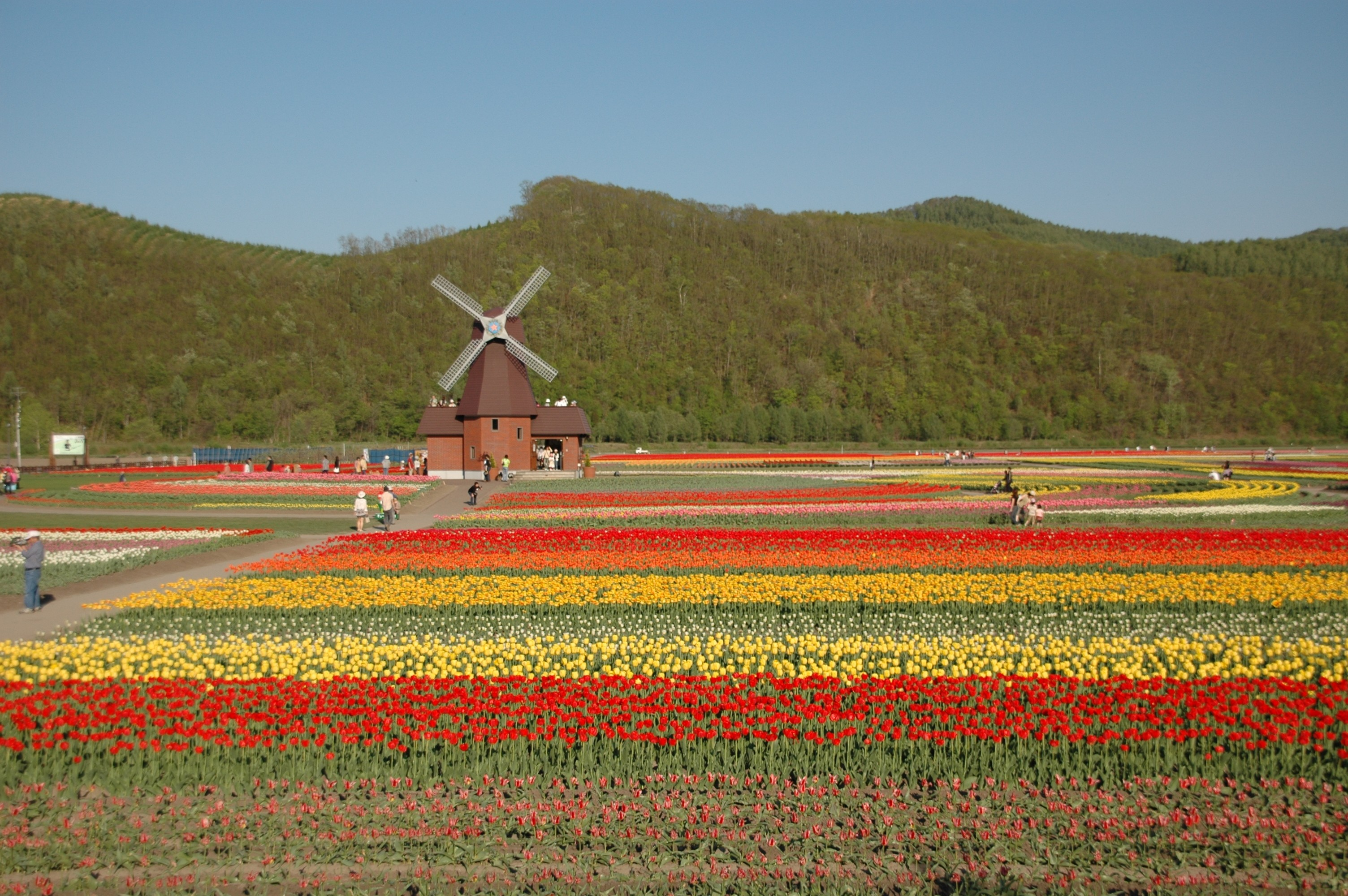
湧別町・かみゆうべつチューリップ公園（2006年5月）

日本にはアマナ、ヒロハノアマナという植物が分布しており、チューリップと姿が似ている。かつてはチューリップ属に含まれていたが、形態の違いから、現在はアマナ属に分類されている。「甘菜」の意であり、食用とされた。別名ムギクワイ。水田の畦などの水分の多い場所を好む（チューリップと違い球根は乾燥に弱い）。

### 県花
- 新潟県、富山県
両県は日本でのチューリップの大規模な栽培拠点である。富山県にはチューリップの名を冠した民放テレビ局も存在する。

### 市町村花
- 北海道瀬棚郡今金町、紋別郡湧別町、群馬県邑楽郡大泉町、埼玉県深谷市、千葉県匝瑳市、館山市、東京都足立区、神奈川県横浜市神奈川区・中区（横浜市）、新潟県新潟市、胎内市、富山県砺波市、下新川郡入善町、愛知県清須市、大阪府大阪市此花区、鶴見区、兵庫県豊岡市、鳥取県西伯郡日吉津村、福岡県直方市
日本においては、数多くの地方公共団体で市町村花等に制定されており、開花の季節には公園やイベント会場に数千から最大で300万本のチューリップが咲き、観光客を集めている。

### 日本での名所
- 湧別町チューリップ公園（北海道紋別郡湧別町） - かみゆうべつチューリップフェアが行われる。
- ぐんまフラワーパーク (群馬県 勢多郡宮城村)
- 佐倉ふるさと広場（千葉県佐倉市） - 毎年4月上旬より4月下旬に佐倉チューリップフェスタが行われる。
- あけぼの山農業公園 (千葉県 柏市)
- 日比谷公園 (東京都 千代田区)
- 横浜公園 (神奈川県 横浜市)
- 根搦前水田 (東京都 羽村市)
- 砺波チューリップ公園（富山県砺波市） - 毎年4月下旬より5月上旬にとなみチューリップフェアが行われる。期間中日本最大級の約300万本のチューリップが咲誇る[9]。
- にゅーぜんフラワーロード （ 富山県入善町） - 生産農地。砺波地方と並びチューリップの生産が盛んな地区であり、約8haの畑に日本最大級の約300万本のチューリップが咲誇り、毎年4月初旬より4月末までフェスティバルが行われる。
- 国営木曽三川公園（岐阜県海津市） - 毎年4月中旬にチューリップ祭りが行われる。初回は、オランダから専門家を呼んだ。
- なばなの里 （三重県桑名市） - 春夏秋冬四季の花が咲く花をテーマにしたテーマパーク。大規模なチューリップの花壇が見られる。
- たんとう花公園（兵庫県豊岡市） - 春には300品種100万本のチューリップが咲き誇り「チューリップまつり」が開催される[10]。
- 北島チューリップ公園（徳島県北島町） - 北島チューリップフェアが行われる。
- 直方チューリップフェア（福岡県直方市） - 市の中心を流れる遠賀川河川敷に、平成8年「直方市花の都市宣言」の際、20万球を定植。そして、翌平成9年4月に、第1回「のおがたチューリップフェア」を開催。その後、毎年恒例の20万人以上の来訪者を迎える大盛況のイベント。会場は直方市リバーサイドパーク。
- ハウステンボス（長崎県佐世保市） - 鎖国下も日本と交易のあったオランダを扱ったテーマパーク。100万本のチューリップ祭が開催される[11]。

## 伝説・民話
イスラエル
聖書に登場する岸辺のユリ、シャロンのバラはチューリップだといわれている。
トルコ、ペルシア
ある村にファルハドという青年がいた、彼は村長の娘シーリーンと恋をしていた。村の井戸が枯れたときにファルハドは水を得るために穴を掘った。掘ることだけに必死になり、水を得ることができたが、その頃にはシーリーンは亡き人となっていた。恋人の死を悲しんだファルハドは崖から飛び降りて命を散らす。その砕けた体から出た血からやがて真っ赤な花が咲いた。それがチューリップである。
ローマ神話
ローマ神話では、秋の神ベルツーヌが、美少女チューリップに恋をし、何度も告白した。そして、無理やり手中に収めようとしたため、貞操の神が美少女チューリップを球根に変え、あやうく難を逃れたとの言い伝えがある。それ以来、全く正反対の季節である春に美しい花を咲かせるのだそう。
オランダ
ある美しい少女に3人の騎士が求婚をした。一人は黄金の王冠、もう一人は剣、最後の一人は財宝をもって愛を囁いた。しかし、三人の騎士から求婚されたものの、誰とも選べぬ少女は悩んだ末に、花の精霊に願い、自分を花の姿に変えてもらった。結納であった王冠は花に、剣は葉に、財宝は球根になった。そして、花の姿に変えられた少女の名から、その花はチューリップと名付けられた。

## チューリップ相場
デリバティブ取引の一つである商品取引は、17世紀初頭にオランダで行われたチューリップ取引が起源であるといわれている。アブラムシの持ち込むウィルスに感染すると、翌年、その球根から珍しい柄の花が咲くことがあった。当初は、植物愛好家の間のものであった取引が、経済の隆盛期であったオランダの富裕層に珍しい品種の花が愛好されることによって、それらの球根取引に投機的な資金が流入して高値で売買された。これを、チューリップ・マニアまたはチューリップ・バブルと呼ぶことがある。1634年に始まり、ハーレム、アムステルダム等での常設現物市場や、相対取引での先渡取引等、一般庶民を巻き込み借金をして買うものも現れ、居酒屋等でも売買も行われ、盛んに取引されたが、1637年の球根価格の暴落により、チューリップ・マニアまたはチューリップ・バブルは終焉した。

## 食用と毒性
農業従事者などが茎などの切断面や汁に頻繁にさらされると、アレルギー物質のツリパリンAによるチューリップフィンガー（Tulip fingers）という接触皮膚炎を起こす場合がある。また、食用品種以外を食べると、悪心、嘔吐、呼吸抑制、動悸などを引き起こし、5日程度続く脱力感以外の症状は数日程度で収まる。ヒトや犬猫などにとっては毒であるが、ウサギ、シカ、リス、ハタネズミ、ネズミ、ホリネズミなどの動物にとっては球根や葉などは餌であり食害される。
球根の糖度が極めて高くでん粉に富むため、オランダでは食用としての栽培も盛んで、主に製菓材料として用いられる。日本でもシロップ漬にした球根を使った和菓子やパイが富山県砺波市で販売されている。その他、花をサラダや菓子の添え物として生食することもあり、特にオランダでは花を食用に用いる料理が盛んとなっている。花弁はレタスにも似たシャキシャキとした瑞々しい食感で仄かに甘味を帯びており、サラダの他に炒め物に向く。日本でも近年、生産量が増えており、主に通信販売などで一般にも入手可能である。
食用に適するものは専用の品種で、一般の園芸品種は灰汁が強く、また農薬などの問題もあり食用は避けるべきである。また、多くの品種で全草に心臓毒であるツリピンを含み毒性がある。また球根は傷付くとアレルギー性物質のツリパリンAを生成する。

## 化粧品の原料
いくつかの種類のチューリップ（ピンクダイヤモンドなど）は、抗炎症作用やコラーゲン産生増強作用が明らかにされ、化粧品の原料として応用されている。

## 色々なチューリップ

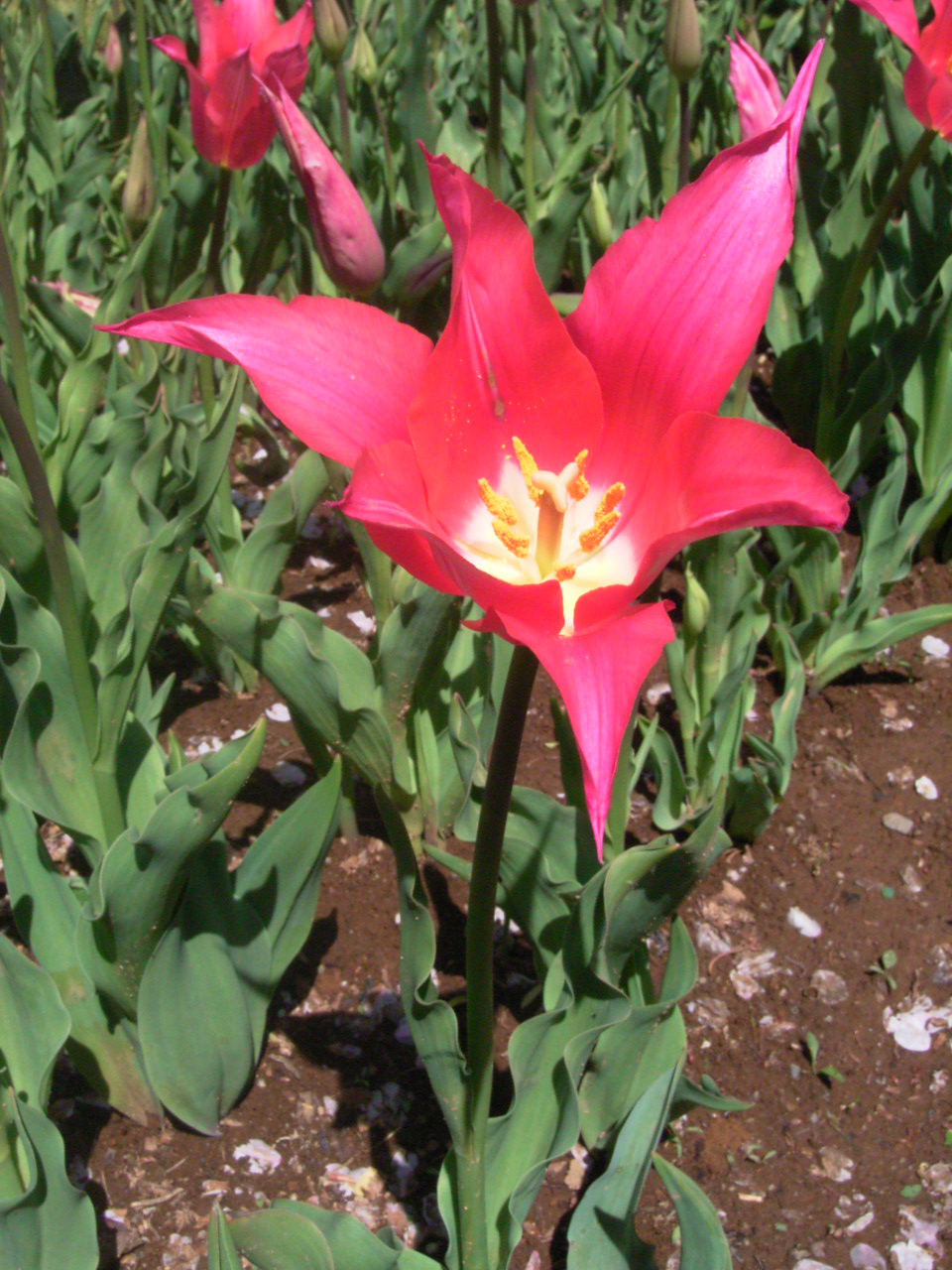
マリエッタ ユリ咲き系
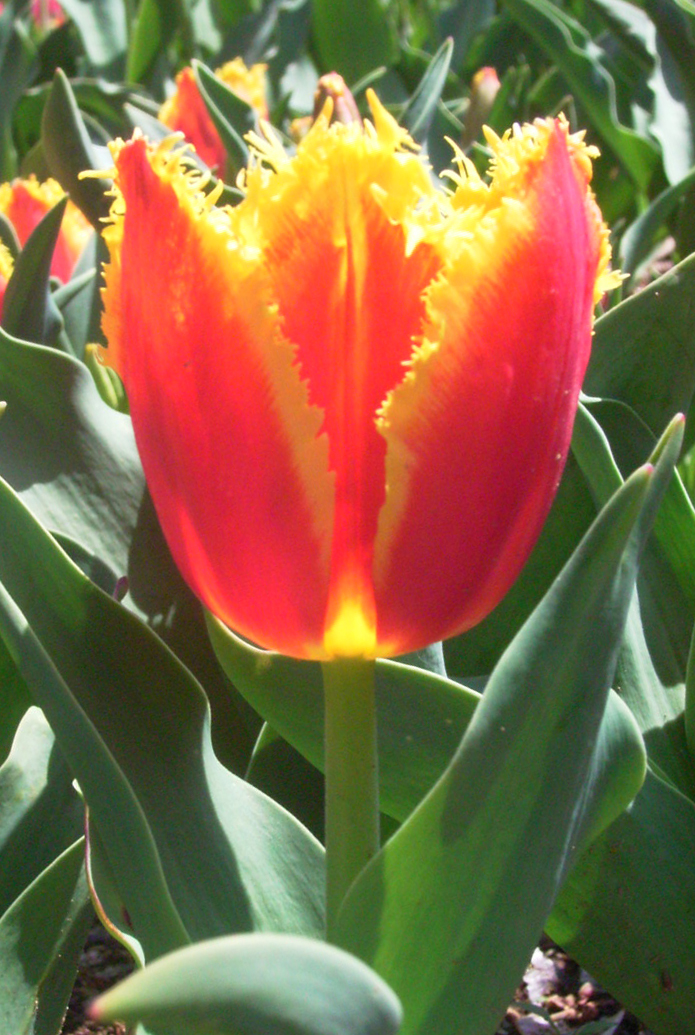
フレアーフリンジド フリンジ咲き系
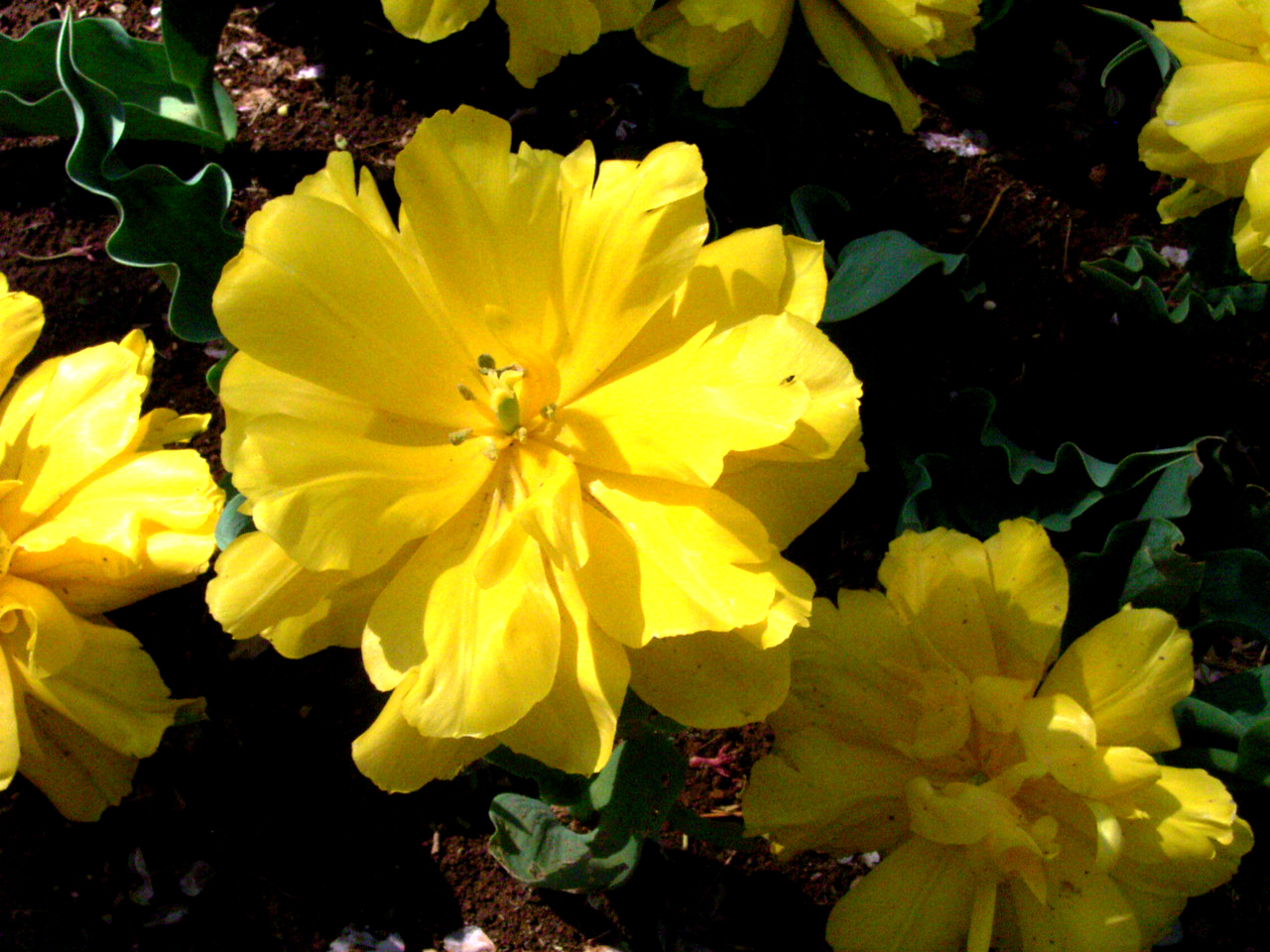
モンテカルロ 八重早咲き系
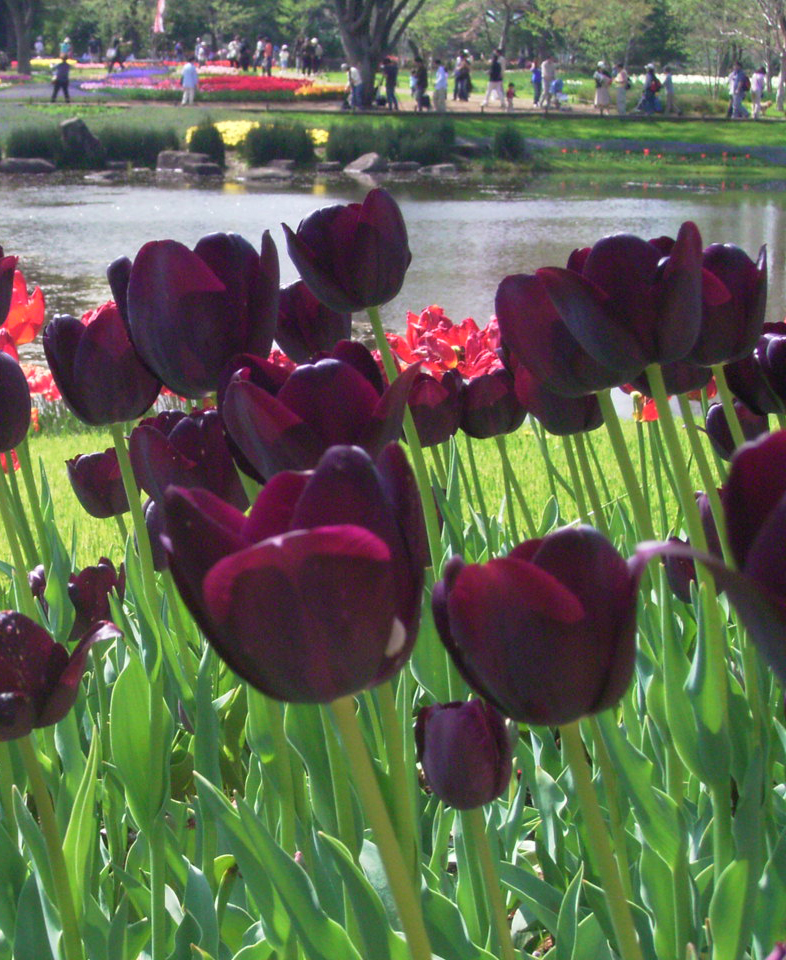
ブラックホース 一重遅咲き系
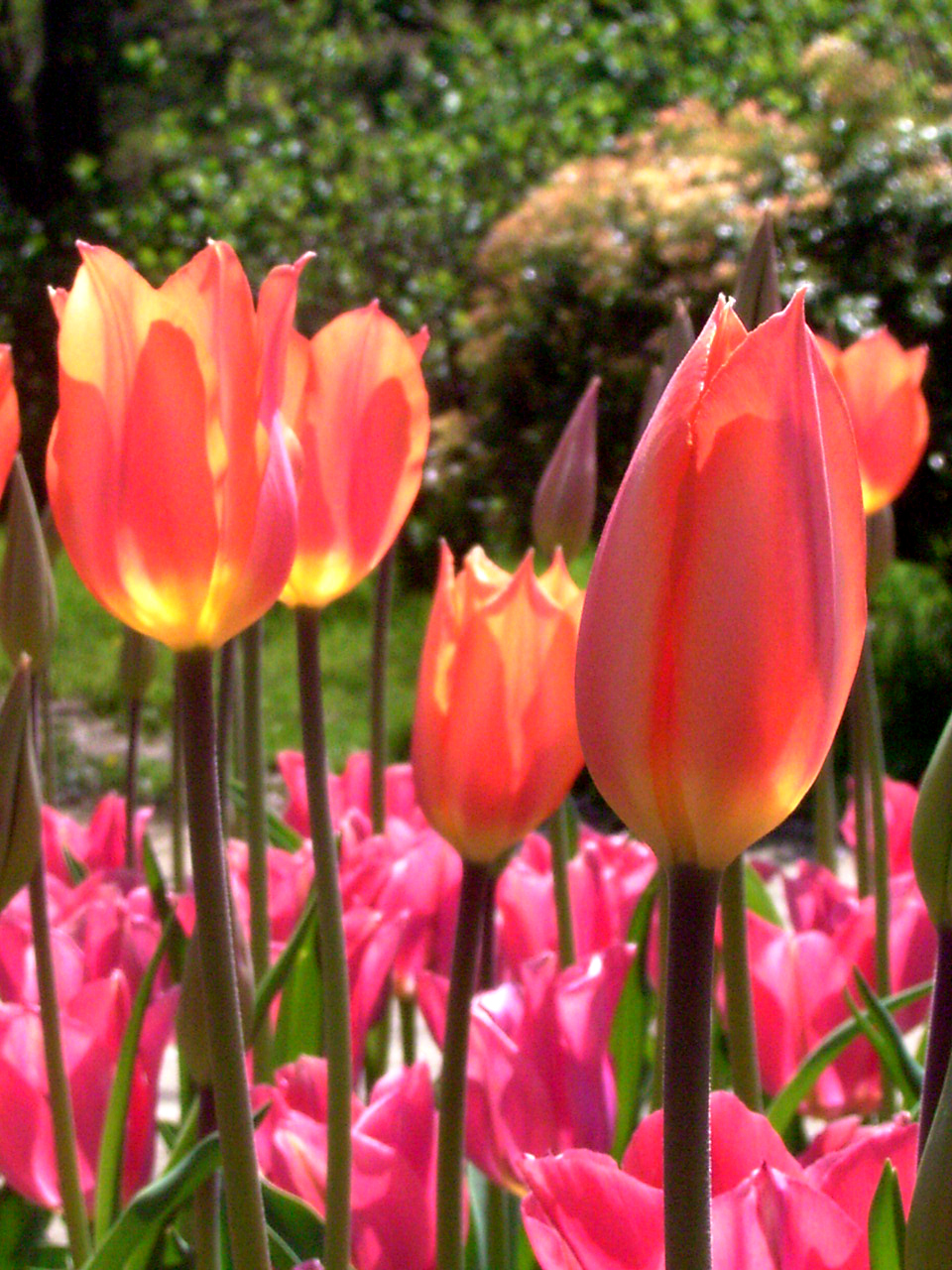
テンプルズフェイバリット 一重遅咲き系
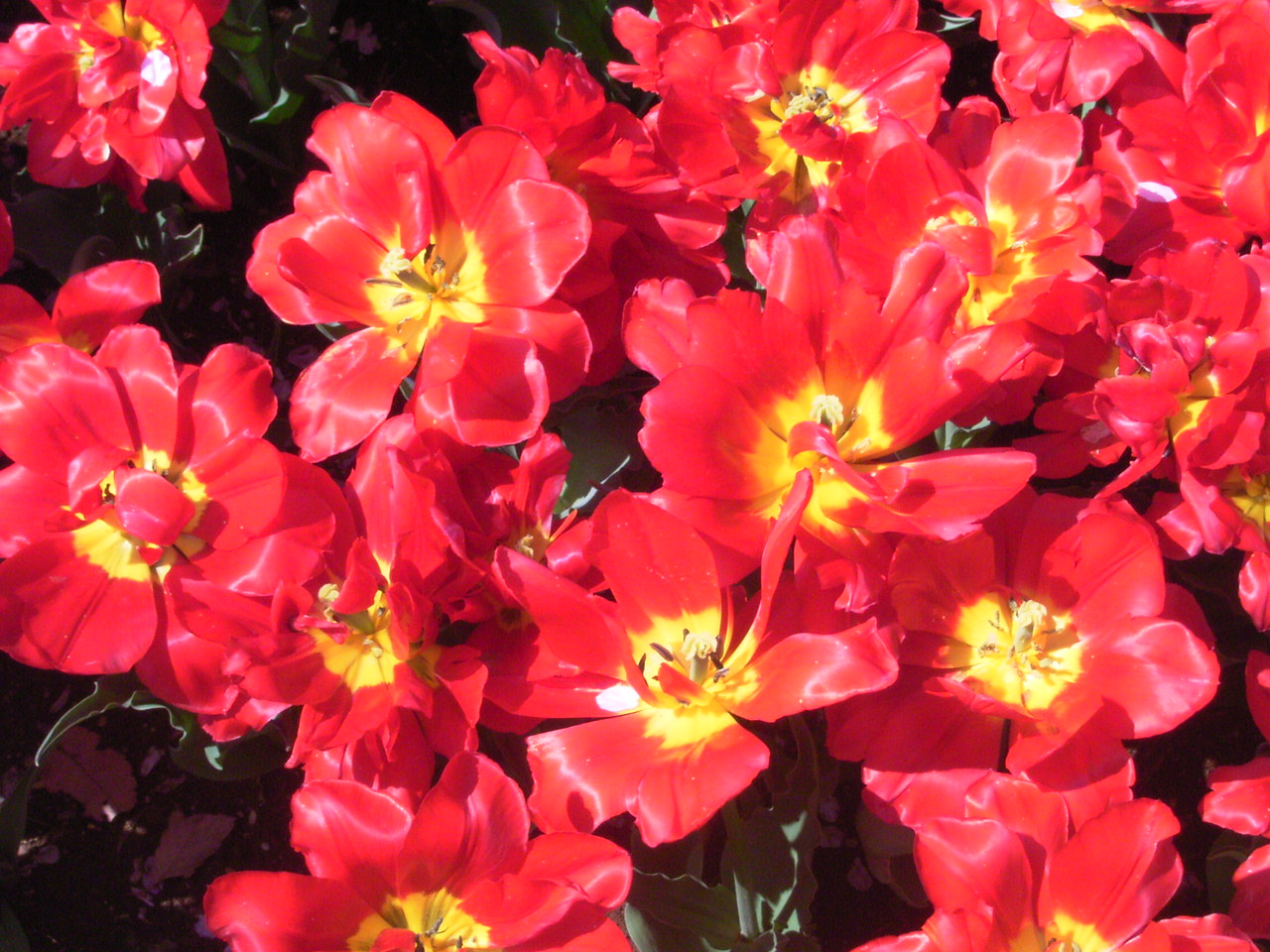
アバ 八重早咲き系
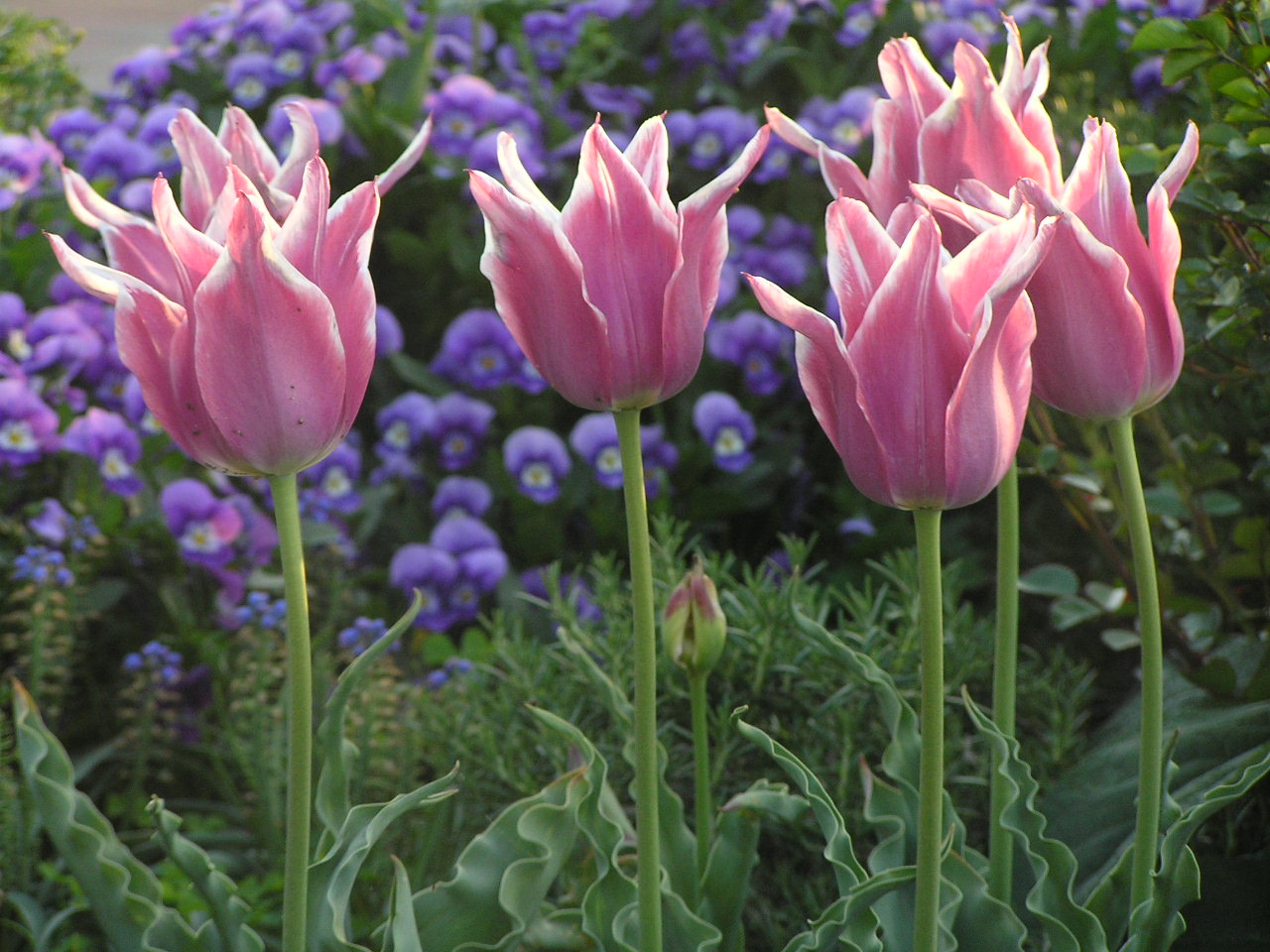
ユリ咲き系（ピンク）
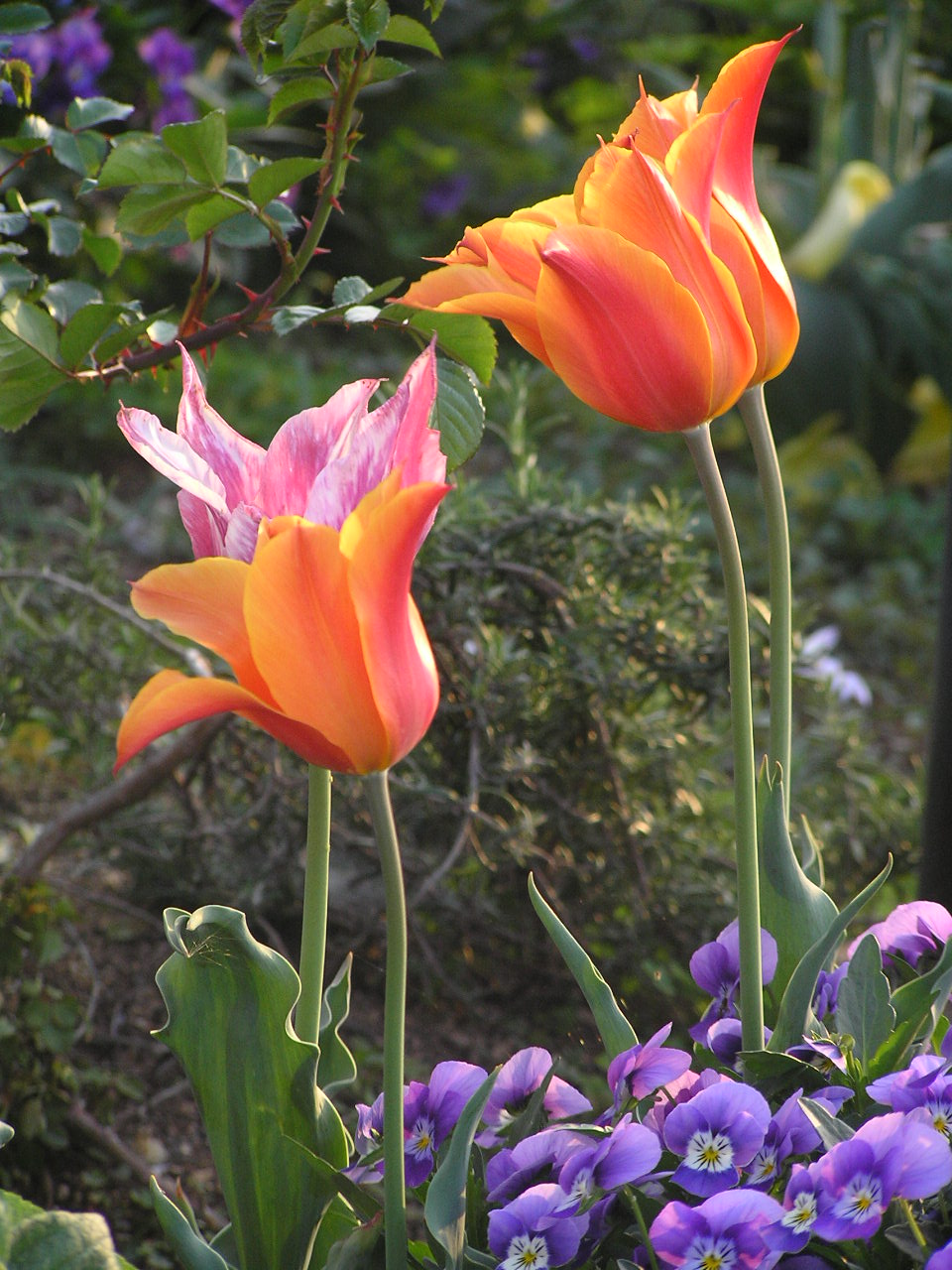
ユリ咲き系（オレンジ）
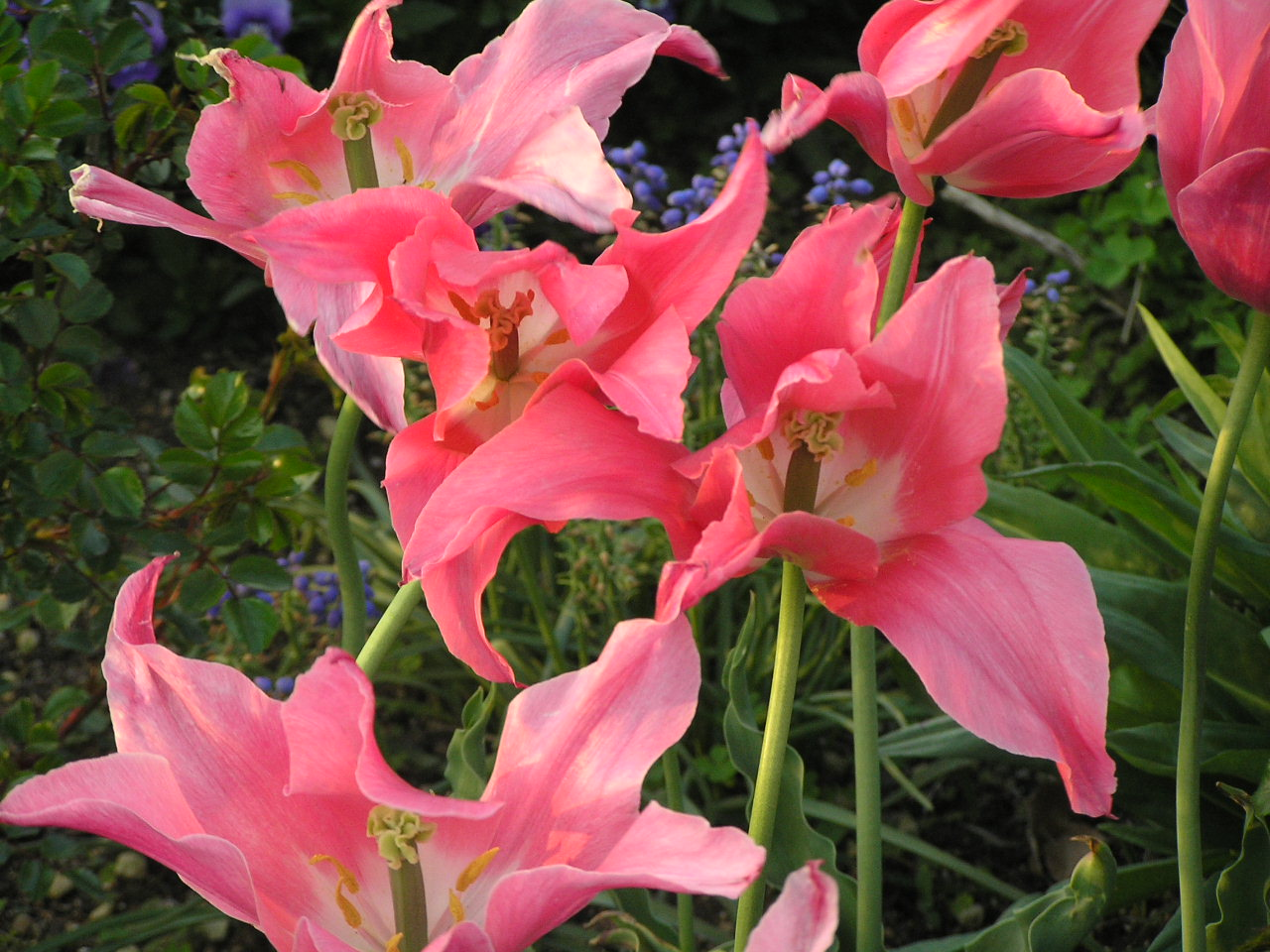
ユリ咲き系（ピンク）
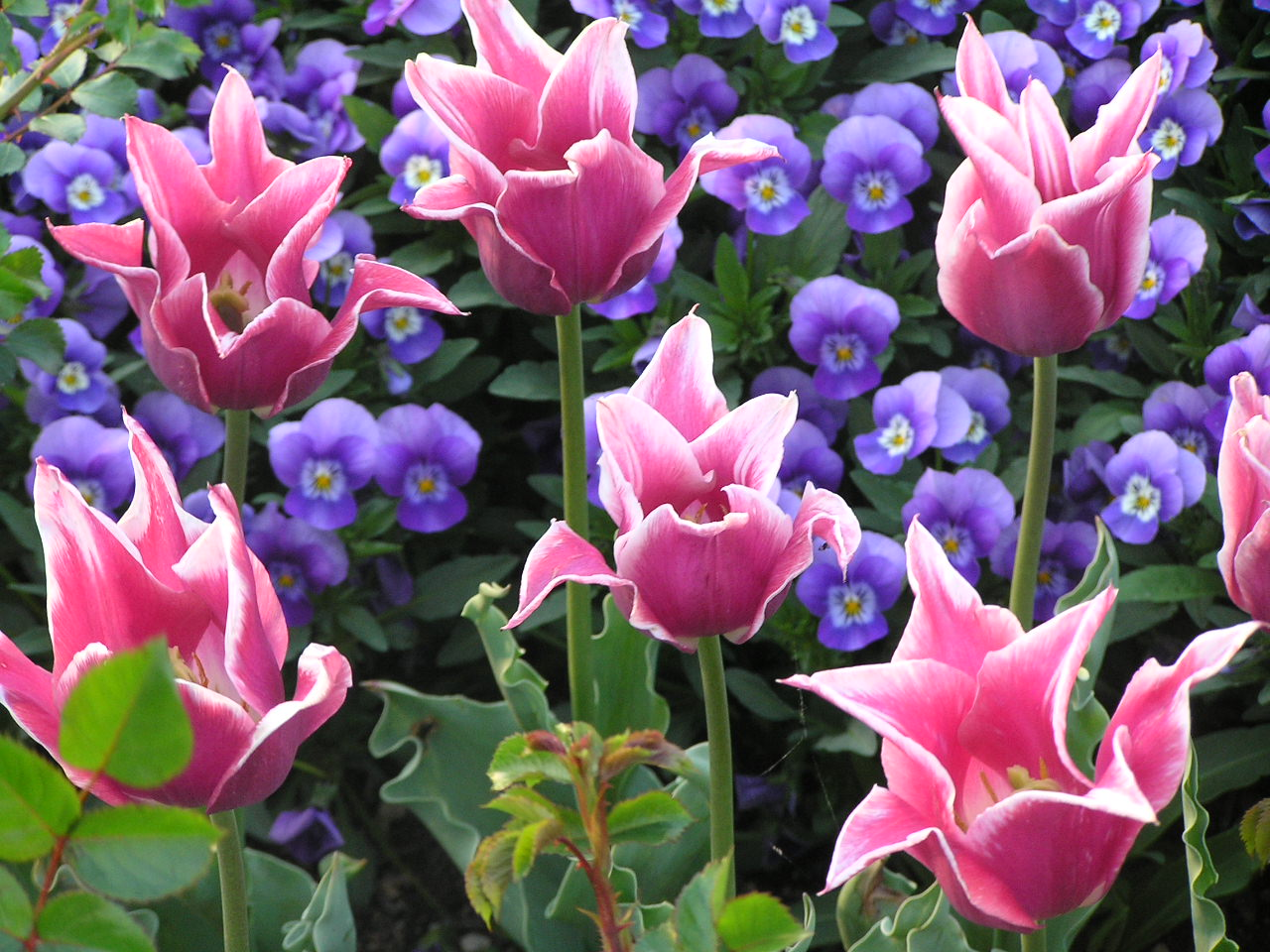
ユリ咲き系（ピンク）とヴィオラの寄せ植え
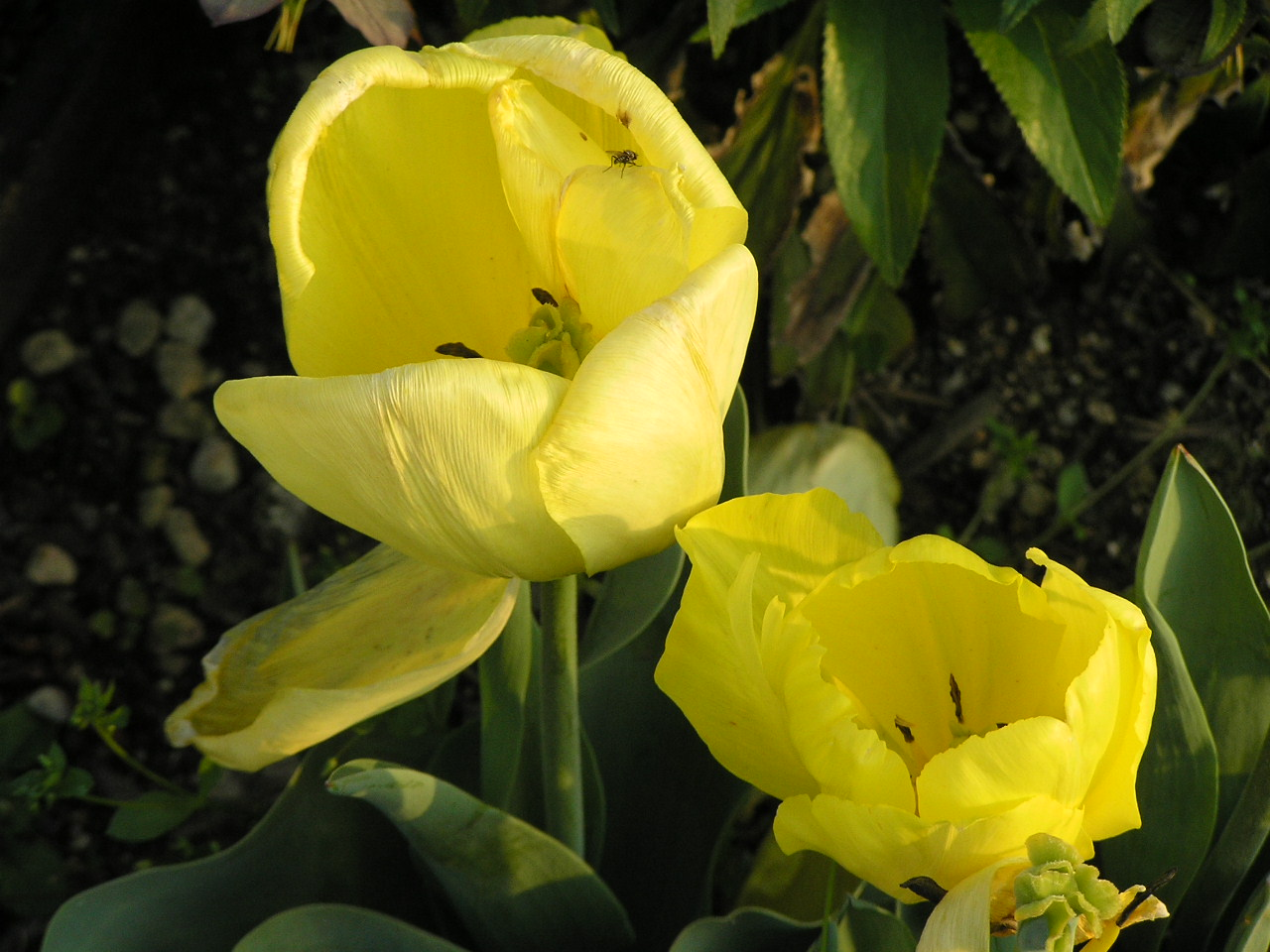
一重遅咲き系（黄）